# 仮説実験的認識論
仮説実験的認識論（かせつじっけんてきにんしきろん）とは、「法則的認識は仮説を実験的に検証することによってのみ行われる」という命題で表現された認識論で科学史家の板倉聖宣が自身の科学史と科学教育研究の過程で命名した認識論である。板倉は仮説実験的認識論は科学のみならず、教育や日常的な認識でも同時に成り立つと、科学以外にも適用できるとしている。

## 概要
「仮説実験的認識論」は板倉聖宣が自身の科学史や科学教育の研究の基礎になっている認識論を呼称したものである。板倉は基本理論の交代における矛盾の重要性を明らかにし、科学的認識の成立条件として理論化し、仮説実験授業を提唱した。。板倉はその認識論で決定的に大事なことは「結果が分かる前に予想・仮説を立ててから実験することだ」と考えた。板倉は社会的事象でも「仮説を立てて予想し、その成り行きを実験ととらえ結果を分析する」という意味での「実験」が可能だと考えた。過去の科学者も仮説の重要さは述べているが、板倉聖宣の新しさは「すべて認識というものは、実践・実験によってのみ成立する」とも述べており、仮説実験的認識論は認識の原理そのものであるとしていることと、その認識方法の有効性を実験的に実証したことにある。

## 科学方法論の歴史

### ヘラクレイトス
近代科学以前の古代ギリシャのヘラクレイトスの言葉として、
予想しなければ、予想外のものは見いだせないだろう。それはそのままでは捉えがたく、見出しがたいものなのだから。
が伝わっている。板倉聖宣は学生時代からこの言葉をよく引用していた。

### ジョン・ハーシェルの科学方法論
科学方法論についての体系的な議論は1800年代のジョン・ハーシェル(1791-1871)から始まった。ハーシェルは1830年に百科叢書の1冊として『自然哲学研究序説』を書き、その中で「どうやって科学者は研究するか＝科学方法論」を論じて次のように述べた。
事象を事前に判断するために「仮説を立てる」ということは常に起こる。それは起こりうるすべての考えの中で、2つまたは3つの主要なものに絞るということである。そして「仮説」をイメージすることで、行動を起こすことが可能になる（ハーシェル、p.186）。
ハーシェルは科学方法論について次の3つの方法によってのみ到達できると書いている。
1. 「帰納的推測」分かる範囲のすべてのことを調べ特定する。
2. 「大胆な仮説」を事実と比較し、事実を試す。
3. 「帰納的仮説」と「大胆な仮説」を組み合わせて、法則を特定する。そして公表する。

### ヒューウェルの認識論
ハーシェルと同時代に科学的認識論を唱えたウィリアム・ヒューウェル(1794-1866)は、ハーシェルが「推測」の段階で「仮説」を立てることを認めたことへ警鐘を鳴らし、「単なる推測から重要な物理的真理が予見された例示は人類の歴史に1つもない」と書いた。ヒューウェルはあいまいな仮説は認めず、ジョン・ドルトンの原子説（1805）も認めなかった。ヒューウェルはハーシェルに対抗して『帰納的諸科学の歴史』（1837）と『帰納的諸科学の方法』（1840）を書いた。
ヒューウェルも「仮説は重要だ」とその著書の多くの箇所で述べているが、「仮説を立てるだけでなく、その後も慎重に観察、まとめあげ、反証を大切に」と主張している。ハーシェルとヒューウェルは共に、仮説を立てる場合には「観察すること」の大切さを述べている点は同じであり、これらの方法論は「仮説演繹法」と呼ばれる。
これに対して板倉は「大いなる空想をともなう仮説」と共に科学は生まれるとする。

### ウィリアム・ジェヴォンズの認識論
ハーシェルから40年後に、英国の経済学・論理学者のウィリアム・スタンレー・ジェヴォンズ(1835-1882)は「帰納的推理」について次のように述べて4段階を提示した。
私たちは特殊な事実から一般的な法則を得なければならない。実際にはこのことは、帰納論理法のすべての段階を踏むことによってのみ可能となるのである。
1. 最初の観察
2. 仮説を立てる
3. 演繹推理
4. 証明[7][9]。

### ハーシェル、ジョボンズと板倉の違い
ハーシェルもジェボンズも「科学で法則を見つけるには、仮説を立てることによってのみ可能になる」としていて、板倉聖宣の仮説実験的認識論の先駆者と言える。しかし、板倉とハーシェルの間には違いがある。ハーシェルは「仮説に頼りすぎるな」と、「仮説を立てる前に〈公正な帰納的考察＝よく観察してよく考えること〉」を求めている。それに対して板倉は「科学はたくましい想像・議論から始まり、実験によって終わる」としている。科学の方法の第一段階についてハーシェルは「帰納的考察」といい、板倉は「たくましい想像・議論」とする点が異なっている。

### デューイの認識論
ジェヴォンズが主張した仮説実験的な認識論はアメリカの教育学者ジョン・デューイ（1859-1952）に受け継がれた。デューイは『思考論』(初版1910年：明治43年)（原著はHow We Think）の中で「観察や実験は、明らかにしようとする期待や鮮明な目的意識を伴って、初めて意味を持つものである」とジェヴォンズの言葉を引用している。デューイは『思考論』初版の中で「概念は仮定（予想）をたてて、その仮定が正しいかどうかを実験によってて確かめる、ということを繰り返す過程の中で成立する。」と述べた。デューイは自身の認識論の具体例として「犬の概念の成立」を用いて「犬の概念は仮説実験的に成立する」と主張した。

### 及川平治の認識論
日本の教育者の及川平治（1875－1939）はデューイの「概念は仮説実験的に成立する」という思想を受け継いだ。
及川は1915年の『（分団式）各科動的教育法』(1912年：大正元年)の中でデューイの概念法則の発達過程の例を引用して次のように主張した。
従来犬の概念は種々の犬について、種々の性質に分解し、次に不同の点を捨てて、同一の点を残して。これを統合して作られるものと思うておった。こういう考えは概念の起源を誤っているのではあるまいか。おそらく成人でもかかる方法で概念を形成する者はほとんどいないと思う。
児童は一匹の犬より得たる事実をもって（犬の）概念を作り始めるのである。児童はこの経験を基礎として、次に来る経験に対して一定の期待をもって特殊の行動を営むものである。児童はその後、犬、その他の獣類を見るごとに「予断の態度」を取る。一定の犬の意味を他の犬に応用したときに、犬の意味はますます確定し精錬されるのである。児童は一群の犬より共通の意味を選択するのではなくて、旧経験を新経験に応用して理解を助くるのである。この「仮定および実験の過程」は結果によって承認され、あるいは拒斥せられて、概念は次第に明瞭になるのである。
板倉はこの及川の主張に対して「科学教育史上でも注目すべき言葉である」と評価した。

### 大正新教育運動の認識論
及川に受け継がれた仮説実験的な認識論はその後、千葉命吉(1887-1959)の「創造教育論」、神戸伊三郎(1884-1963)の「新学習過程論」へと受け継がれ、大正新教育運動の中で「子ども中心主義」を実現するための基礎として位置付いた。しかし、その理論が実際に期待された効果を上げることはなかった。

### 仮説実験授業による実現
仮説実験的認識を実際に教育で機能させるには、「いかなる問題をいかなる順序で取り上げるか」という実践的研究が必要であった。板倉聖宣はそれらの残された課題を「授業書」と称する一連の教材を用意することによって解決した。板倉聖宣は「授業書」を通して子どもたちに科学的な概念や法則についての一連の問題を提出し、それらの問題に対して予想・討論実験を繰り返すことによって、最終的に子どもたちに科学的な認識を成立させることに成功した。板倉の仮説実験的認識論にはこのような、科学教育で実際に科学的認識を子どもたちに成立させることに成功した実験結果に裏付けられている。

## 仮説演繹法との違い
ハーシェルらの科学的方法は「仮説演繹法」と呼ばれ、ペーター・ハロルド・ニディチは次の5つの段階としている。
1. 観察
2. 問題を鮮明にする
3. 仮説を立てる
4. 実験
5. 理論の定式化[21][7]

それに対して、板倉聖宣は科学の過程を次の4段階としている。
1. 大いなる空想をともなう仮説（主体的）
2. 討論・実験
3. 大衆のものとなる
4. 真理となる[7]

仮説実験的認識論では認識は（観察や経験から得られる）受動的な過程ではなく、（大胆な仮説を立てる）主体を前提としている。
板倉聖宣は具体的事例としてガリレオ・ガリレイの研究をあげた。ガリレオは「ピサの斜塔で落下実験したから、アリストテレスの法則の間違いに気がついたわけではない。まず予想（仮説）があったからだ」と論じている。また板倉聖宣は日本の脚気研究で「どうして初期の段階で〈麦飯や玄米を食べると脚気が治る〉という仮説を、エリート研究者たちは認めることができなかったのか」。いくら「観察」や「実験」を重ねても、鮮明な「仮説」(大胆な仮説)がなければ問題解決は始まらず、「大衆のもの」となって真理が確立すると主張した。

### ダーウィンの『種の起源』の事例
チャールズ・ダーウィンはハーシェルの「2つの仮説を立てる」手法を『種の起源』で使った。ダーウィンは、地球上のあらゆる生物は「たった一つの原種から生まれたのか」「創造主が多数の生物種を作ったのか」の2つの仮説を立て、そのどちらが正しいかを実例をもとに検証し、最後に「たった一つの種から生物は生まれた」とするしかないと結論する。ダーウィンの理論は仮説演繹法を取る科学者から厳しい批判を受けた。たとえばウィリアム・ホプキンズ(1793-1866)は、「自然選択を仮定しても、これが種の進化をもたらす力を持つとアプリオリに信じる理由は全く無い。自然選択がそのような力を持つという主張は、帰納的手続きにより、仮定された原因の必然的な帰結と、自然が我々に示す現象とを注意深く付き合わせることによって確立されなければならない。ところがダーウィンの議論が示すのは〈自然選択により種の進化がもたらされるのかもしれない〉という結論のみである」と批判した。「結論を出すには根拠に乏しい」と言うのである。
ダーウィンの空想にも似た大胆な仮説は150年の時を経て、遺伝学、進化生物学の発展によって真理となった。このようにハーシェルらの「仮説演繹法」と板倉の「仮説実験的認識論」の違いは「仮説の重要性」にある。板倉の仮説実験的認識論は1800年代の仮説演繹法を修正した形で生まれたとも言える。

## 仮説実験的認識論への批判と論争
科学史家の広重徹は『科学史研究』に連載された板倉聖宣の博士論文での科学方法論を批判して、「ありもしない果実を求めるむなしい努力であるのみならず、歴史の具体的分析に対して有害な先入観を与えることになりかねない。」と述べた。これに対して板倉は「この対立は広重氏が大規模な仮説を立てることをきらうことにあるといっても良いでしょう。私ははっきりと大胆な仮説を立てて研究します。けれども広重氏はただ〈知られた事実〉の糸を無意識な仮説をもとにつなげていくだけなのです」と反論した。
また広重の、「（板倉の）仮説的な方法は、歴史の具体的分析に対して有害な先入観を与えることになりかねない」という批判には、板倉は「研究者というものは大胆な仮説を持ってはじめて、これまで気がつかなかった事実を発見しうる」のであり、「仮説が仮の説であることを忘れて事実と思い込めば〈有害な先入観〉ともなりかねないが、仮説を仮説として維持することはなんら有害ではない」、「間違った仮説からだってしばしば大発見が生まれることは科学史の教える事実」、「それまでの事実と矛盾するように見える大胆な仮説が提出されてはじめて大きな発見がもたらされたことを忘れてはならない」と反論した。
また、広重は「力や速度の概念を生徒に理解しやすく教えるのに、力学史が何かのヒントを与えるだろうということには私にも異存がない。しかしそのことと、（理論の）発展過程の構造の同一性とがいったいどういう関係にあるのか私には理解できない。この同一性が電磁気学の教え方の再検討をもうながすと板倉氏はいうが、それなら、構造の同一性にもとづく新しい電磁気学の教え方のプランを示してほしい」とも批判した。これに対して、板倉は「広重氏の批判に言葉で答える代わりに、科学史や科学教育の研究成果そのもので答える」、「私の仮説がこれまで知られていなかったことをどれだけ発見するのに役立ち、また科学教育の改善に役立つかを事実を持って証明しようと考える」と答え、その後仮説実験授業の提唱という形で、自身の科学論を具体的な教育の問題に応用していった。

## ファインマンの科学論
物理学者のファインマンは、その著書の中で、
中世には、人々がたくさんの観察をすれば，その観察がおのずと法則を示すものだと思われていました。いまはそれだけでは足りません。それよりももっと想像の力が必要なのです。
と述べており、観察から出発する帰納法では法則は発見できず、科学的認識に到達するには想像が必要だとしている。